# Afganisztán történelme

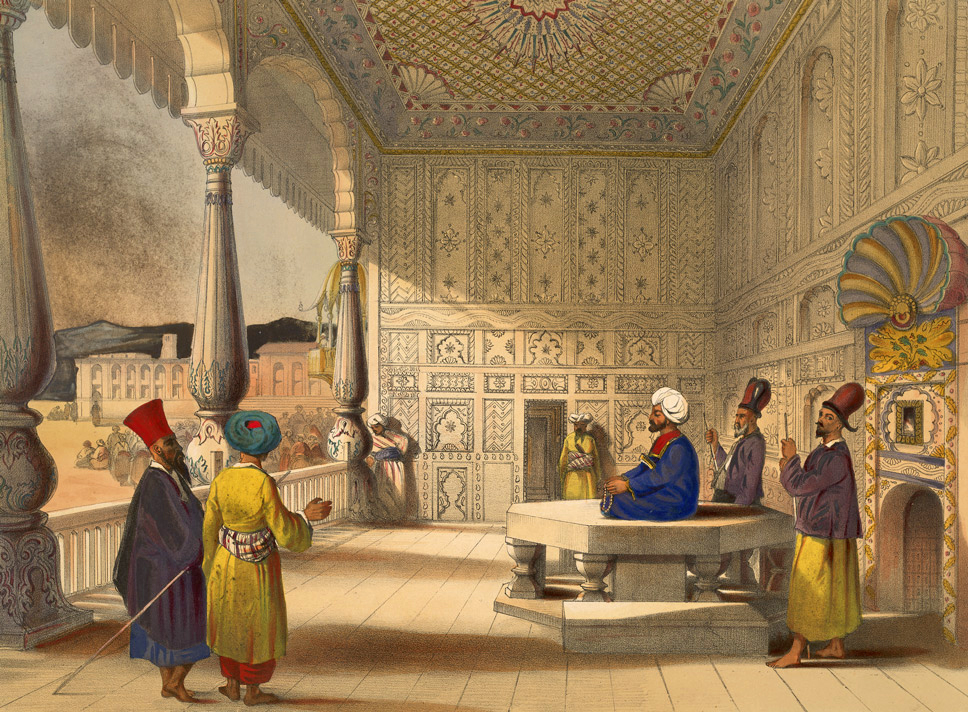
James Rattray litográfiája Shuja Shah Durrani udvaráról, aki az Afganisztán elődjének számító Durrani Birodalom uralkodója volt (1839)

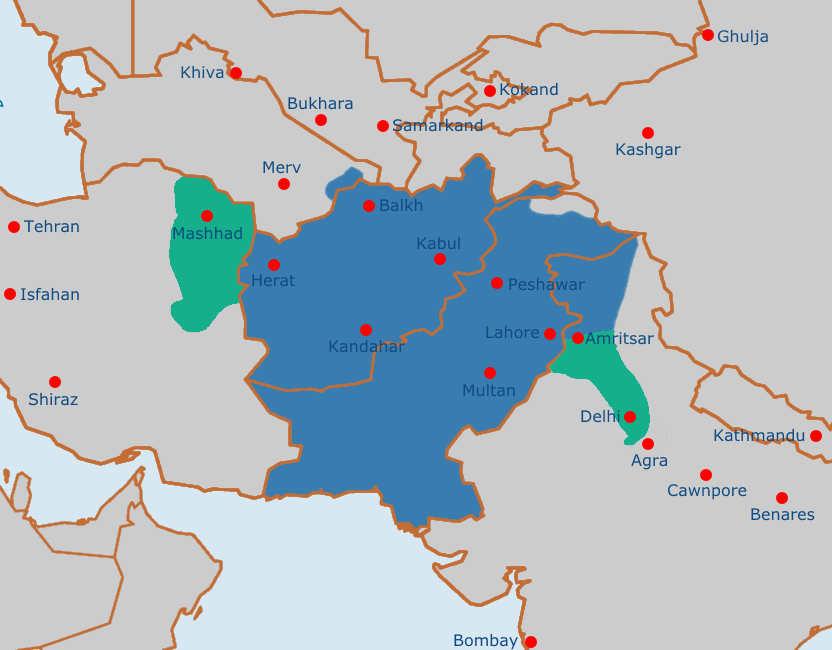
A Durrani Birodalom 1747 és 1862 között

Afganisztán történelme már az ókorban elkezdődött, területén sok nép telepedett le. Az időszámítás előtti 6. században a perzsák foglalták el a mai Afganisztánt, II. Kurus király vezetésével. A Perzsa Birodalom bukása után a terület III. (Nagy) Sándor makedón király birodalmának része lett.
Nagy Sándor halála után egymást váltották a birodalmak, miközben az ország eldugottabb részei továbbra is a nomádok fennhatósága alá tartoztak. A birtokosok között volt az Arab Birodalom, a 14. század második felében pedig a mongol Timur Lenk hódította meg a területet. 1747-ben alakult ki az Afganisztán elődjének számító Durráni Birodalom, amely később a szűnni nem akaró törzsi és családi viszályok, valamint a cári Oroszország és Nagy-Britannia gyarmatosító törekvései következtében omlott össze. 1907-ben Afganisztán brit gyarmat lett, és saját külpolitikája is megszűnt.
1919-ben Amanullah Kán kikiáltotta az ország függetlenségét, amelyet a többi állam elismert. Az ország 1926-tól királyság lett. 1973-ban Muhamad Zahir királyt megfosztották trónjáról, Afganisztán köztársasággá vált. Az országba 1979-ben szovjet csapatok vonultak be, aminek következtében az államforma népköztársaság lett. Nagyjából tízéves polgárháború kezdődött, amely után a gazdaság összeomlott. Afganisztán demokratikus köztársaság lett, de ez a tálibok hatalomátvétele után megváltozott. Az országot 2001-ben megszállták az amerikaiak, és ismét polgárháború kezdődött, ami a gazdaság további csökkenéséhez és az emberek elszegényedéséhez vezet. Az afganisztáni háború 2021. augusztus 15-én ért véget, amikor az amerikai hadsereg kivonult az országból, és a tálibok átvették a hatalmat.